# Eleição municipal de Santos em 2020
A eleição municipal de Santos de 2020 ocorreu em 15 de novembro de 2020  com o objetivo de eleger um prefeito, um vice-prefeito, e 21 vereadores responsáveis pela administração da cidade para o mandato a se iniciar em 1° de janeiro de 2021 e com término em 31 de dezembro de 2024.
Originalmente, as eleições ocorreriam em 4 de outubro (primeiro turno) e 25 de outubro (segundo turno), porém, com o agravamento da pandemia do novo coronavírus (SARS-CoV-2), causador da Covid-19, as datas foram modificadas com a promulgação da Emenda Constitucional nº 107/2020.
O processo eleitoral de 2020 está marcado pela sucessão para o cargo ocupado pelo atual prefeito Paulo Alexandre Barbosa, do PSDB, que por estar em seu segundo mandato não pode se candidatar a reeleição. Em 15 de novembro de 2020, o candidato Rogério Santos, do PSDB, foi eleito com 101.268 votos válidos (50,58%) no primeiro turno, seguido por Ivan Sartori (PSD) com 18,60%, Douglas Martins (PT) com 7,10%, Vicente Cascione (PROS), com 6,99%, e Guilherme Prado (PSOL), com 4,13% dos votos válidos

## Antecedentes
Na Eleição municipal de Santos em 2016, o Prefeito de Santos, Paulo Alexandre Barbosa foi reeleito com 172.215 dos votos válidos tendo 77,74% no primeiro turno. A candidata pelo PCdoB, Carina Vitral ficou em segundo lugar com 14.650 votos e com 6,61%.

## Contexto político e pandemia
As eleições municipais de 2020 estão sendo marcadas, antes mesmo de iniciada a campanha oficial, pela pandemia do coronavírus SARS-CoV-2 (causador da COVID-19), o que está fazendo com que os partidos remodelem suas metodologias de pré-campanha. O Tribunal Superior Eleitoral (TSE) autorizou os partidos a realizarem as convenções para escolha de candidatos aos escrutínios por meio de plataformas digitais de transmissão, para evitar aglomerações que possam proliferar o vírus. Alguns partidos recorreram a mídias digitais para lançar suas pré-candidaturas. Além disso, a partir deste pleito, será colocada em prática a Emenda Constitucional 97/2017, que proíbe a celebração de coligações partidárias para as eleições legislativas, o que pode gerar um inchaço de candidatos ao legislativo. Conforme reportagem publicada pelo jornal Brasil de Fato em 11 de fevereiro de 2020, o país poderá ultrapassar a marca de 1 milhão de candidatos a prefeito, vice-prefeito e vereador neste escrutínio, o que não seria necessariamente bom, na opinião do professor Carlos Machado, da UnB (Universidade de Brasília): “Temos o hábito de criticar de forma intensa a coligação partidária, sem parar para refletir sobre os elementos positivos dela. O número de candidatos que um partido pode apresentar numa eleição, varia se ele estiver dentro de uma coligação, porque quando os partidos participam de uma coligação, eles são considerados como um único partido", afirmou Machado na reportagem.

## Resultado das eleições[10]

### Prefeito
| Candidatos a prefeito  | Candidatos a vice-prefeito | Número | Coligação                                                                            | Votação | Percentual |
| ---------------------- | -------------------------- | ------ | ------------------------------------------------------------------------------------ | ------- | ---------- |
| Rogério Santos PSDB    | Renata Bravo PSDB          | 45     | Juntos pra Santos Seguir em Frente (PSDB, PP, DEM, Republicanos, PSL, PODE, PL, PSB) | 101.268 | 50,58%     |
| Ivan Sartori PSD       | Dra. Julia PSD             | 55     | PSD (sem coligação)                                                                  | 37.231  | 18,60%     |
| Douglas Martins PT     | Aurélia Rios PT            | 13     | PT (sem coligação)                                                                   | 14.221  | 7,10¨%     |
| Vicente Cascione PROS  | Decio Clemente PROS        | 90     | PROS (sem coligação)                                                                 | 13.999  | 6,99%      |
| Guilherme Prado PSOL   | Eneida Koury PSOL          | 50     | PSOL (sem coligação)                                                                 | 8.230   | 4,13%      |
| Carlos Banha MDB       | Prof. Chiarella MDB        | 15     | Uma Cidade Mais Humana, Uma Cidade Mais Feliz (MDB, PTC)                             | 7.757   | 3,89%      |
| João Villela NOVO      | Raul Rosa NOVO             | 30     | NOVO (sem coligação)                                                                 | 7.177   | 3,60%      |
| Dr. Marcio Aurélio PDT | Professora Cecilia PDT     | 12     | PDT (sem coligação)                                                                  | 2.736   | 1,37%      |
| Bayard PTB             | Valmir Nunes PTB           | 14     | PTB (sem coligação)                                                                  | 1.832   | 0,92%      |
| Thiago Andrade PCdoB   | Nereide Saviani PCdoB      | 65     | PCdoB (sem coligação)                                                                | 1.367   | 0,69%      |
| Moysés Fernandes PV    | Sonia Brunetti PV          | 43     | PV (sem coligação)                                                                   | 1.102   | 0,55%      |
| Delegado Romano DC     | Márcia Regina DC           | 27     | Mudança com Segurança, Democracia e Solidariedade (DC, Solidariedade)                | 875     | 0,44%      |
| Tanah Corrêa Cidadania | Andréa Maia Cidadania      | 23     | Cidadania (sem coligação)                                                            | 669     | 0,34%      |
| Carlos Paz Avante      | Vania Rodrigues Avante     | 70     | Avante (sem coligação)                                                               | 473     | 0,24%      |
| Luiz Xavier PSTU       | Alexandre Leme PSTU        | 16     | PSTU (sem coligação)                                                                 | 230     | 0,12%      |

### Vereadores eleitos
| Candidatos a vereador   | Partido      | Votação | Percentual |
| ----------------------- | ------------ | ------- | ---------- |
| Telma de Souza          | PT           | 8.381   | 4,18%      |
| Audrey Kleys            | PP           | 5.863   | 2,93%      |
| Fabrício Cardoso        | PODE         | 4.704   | 2,35%      |
| Débora Camilo           | PSOL         | 4.664   | 2,33%      |
| Lincoln Reis            | PL           | 3.861   | 1,93%      |
| Benedito Furtado        | PSB          | 3.846   | 1,92%      |
| Rui de Rosis            | PSL          | 3.694   | 1,84%      |
| Paulo Miyasiro          | Republicanos | 3.234   | 1,61%      |
| Adilson Junior          | PP           | 2.871   | 1,43%      |
| Zequinha Teixeira       | PP           | 2.778   | 1,39%      |
| Sergio Santana          | PL           | 2.747   | 1,37%      |
| Bruno Orlandi           | DEM          | 2.723   | 1,36%      |
| Pastor Roberto de Jesus | Republicanos | 2.720   | 1,36%      |
| Marcos Libório          | PSB          | 2.323   | 1,16%      |
| Ademir Pestana          | PSDB         | 2.164   | 1,08%      |
| Fábio Duarte            | PODE         | 2.136   | 1,07%      |
| Augusto Duarte          | PSDB         | 2.014   | 1,00%      |
| Cacá Teixeira           | PSDB         | 1.966   | 0,98%      |
| João Neri               | DEM          | 1.806   | 0,90%      |
| Adriano Piemonte        | PSL          | 1.487   | 0,74%      |
| Chico Nogueira          | PT           | 1.366   | 0,68%      |

## Debates televisionados

### Primeiro turno
| Data          | Organizador(es)  | Banha (MDB) | Bayard (PTB) | Carlos Paz (Avante) | Cascione (Pros) | Douglas Martins (PT) | Guilherme Prado (PSOL) | Ivan Sartori (PSD) | João Villela (NOVO) | Dr Marcio Aurélio (PDT) | Rogério Santos (PSDB) | Delegado Romano (DC) | Tanah Correa (Cidadania) | Thiago Andrade (PCdoB) | Moysés Fernandes (PV) | Luiz Xavier (PSTU) | Marcelo Coelho (PRTB) |
| ------------- | ---------------- | ----------- | ------------ | ------------------- | --------------- | -------------------- | ---------------------- | ------------------ | ------------------- | ----------------------- | --------------------- | -------------------- | ------------------------ | ---------------------- | --------------------- | ------------------ | --------------------- |
| 15 de outubro | Santa Cecília TV | Presente    | Presente     | Presente            | Presente        | Presente             | Presente               | Presente           | Presente            | Presente                | Presente              | Presente             | Presente                 | Presente               | Presente              | Presente           | Presente              |
| 31 de outubro | VTV              | Presente    | Presente     | Presente            | Presente        | Presente             | Presente               | Presente           | Presente            | Presente                | Presente              | Presente             | Presente                 | Presente               | Não convidado         | Não convidado      | Não convidado         |

## Pesquisa eleitoral

### Primeiro turno
| Fonte                 | Data       | Amostragem | Rogério Santos (PSDB) | Cascione (PROS) | Banha (MDB) | Douglas Martins (PT) | Ivan Sartori (PSD) | Delegado Romano (DC) | Guilherme Prado (PSOL) | João Villela (NOVO) | Tanah Correa (Cidadania) | Thiago Andrade (PCdoB) | Bayard (PTB) | Carlos Paz (Avante) | Dr Marcio Aurélio (PDT) | Luiz Xavier (PSTU) | Marcelo Coelho (PRTB) | Moysés Fernandes (PV) | Abst. Indec. | NS NR |
| --------------------- | ---------- | ---------- | --------------------- | --------------- | ----------- | -------------------- | ------------------ | -------------------- | ---------------------- | ------------------- | ------------------------ | ---------------------- | ------------ | ------------------- | ----------------------- | ------------------ | --------------------- | --------------------- | ------------ | ----- |
| RealTime BigData      | 22-24 Out. | 500        | 44%                   | 8%              | 5%          | 5%                   | 3%                 | 1%                   | 1%                     | 1%                  | 1%                       | 1%                     | -            | 1%                  | -                       | -                  | -                     | -                     | 10%          | 19%   |
| Intituto Intelligence | 16-17 Out. | 600        | 17%                   | 8%              | 11%         | 4%                   | 17%                | 2%                   | 2%                     | 2%                  | 1%                       | 2%                     | 2%           | 1%                  | 1%                      | 1%                 | -                     | 1%                    | 12%          | 15%   |